# Coppa Spengler 2005
L'edizione 2005 della Coppa Spengler, il più antico torneo internazionale per club di hockey su ghiaccio, si è svolta, come di consueto, dal 26 al 31 di dicembre. Le squadre partecipanti sono le stesse dell'anno precedente, con l'eccezione della squadra finlandese dell'Helsinki IFK sostituita dai tedeschi degli Eisbären Berlino: HC Davos, Team Canada, Eisbären Berlino, HC Sparta Praga e HC Metallurg Magnitogorsk.

## Qualificazioni
```
26. Dicembre 2005 15:00   HC Sparta Praga – HC Davos          3-5     (0-2, 0-2, 3-1)
                  20:15   Team Canada     – Metallurg         1-2 d.r.(0-0, 1-1, 0-0)
27. Dicembre 2005 15:00   Metallurg       – Eisbären Berlino  4-3 d.r.(2-2, 1-0, 0-1)
                  20.15   HC Davos        – Team Canada       2-4     (0-0, 0-3, 2-1)
28. Dicembre 2005 15:00   HC Davos        – Metallurg         4-1     (1-0, 2-1, 1-0)
                  20:15   Eisbären Berlino– HC Sparta Praga   3-2     (1-1, 0-1, 2-0)
29. Dicembre 2005 15:00   Team Canada     – Eisbären Berlino  6-1     (2-1, 4-0, 0-0)
                  20:15   Metallurg       – HC Sparta Praga   4-3     (1-2, 3-0, 0-1)
30. Dicembre 2005 15:00   HC Sparta Praga – Team Canada       2-8     (0-5, 2-2, 0-1)
                  20:15   Eisbären Berlino– HC Davos          8-5     (2-2, 3-3, 3-0)
```

## Classifica dopo le qualificazioni
| Squadra                | Partite | Reti  | Punti |
| Team Canada            | 4       | 19:7  | 7     |
| Metallurg Magnitogorsk | 4       | 11:11 | 6     |
| Eisbären Berlin        | 4       | 15:17 | 5     |
| HC Davos               | 4       | 16:16 | 4     |
| HC Sparta Praga        | 4       | 10:20 | 0     |

## La finale
```
31. Dicembre 2005 12:00   Team Canada (1.) – Metallurg Magnitogorsk (2.)  3-8    (1-3, 1-2, 1-3)
```